# SAGAアリーナ

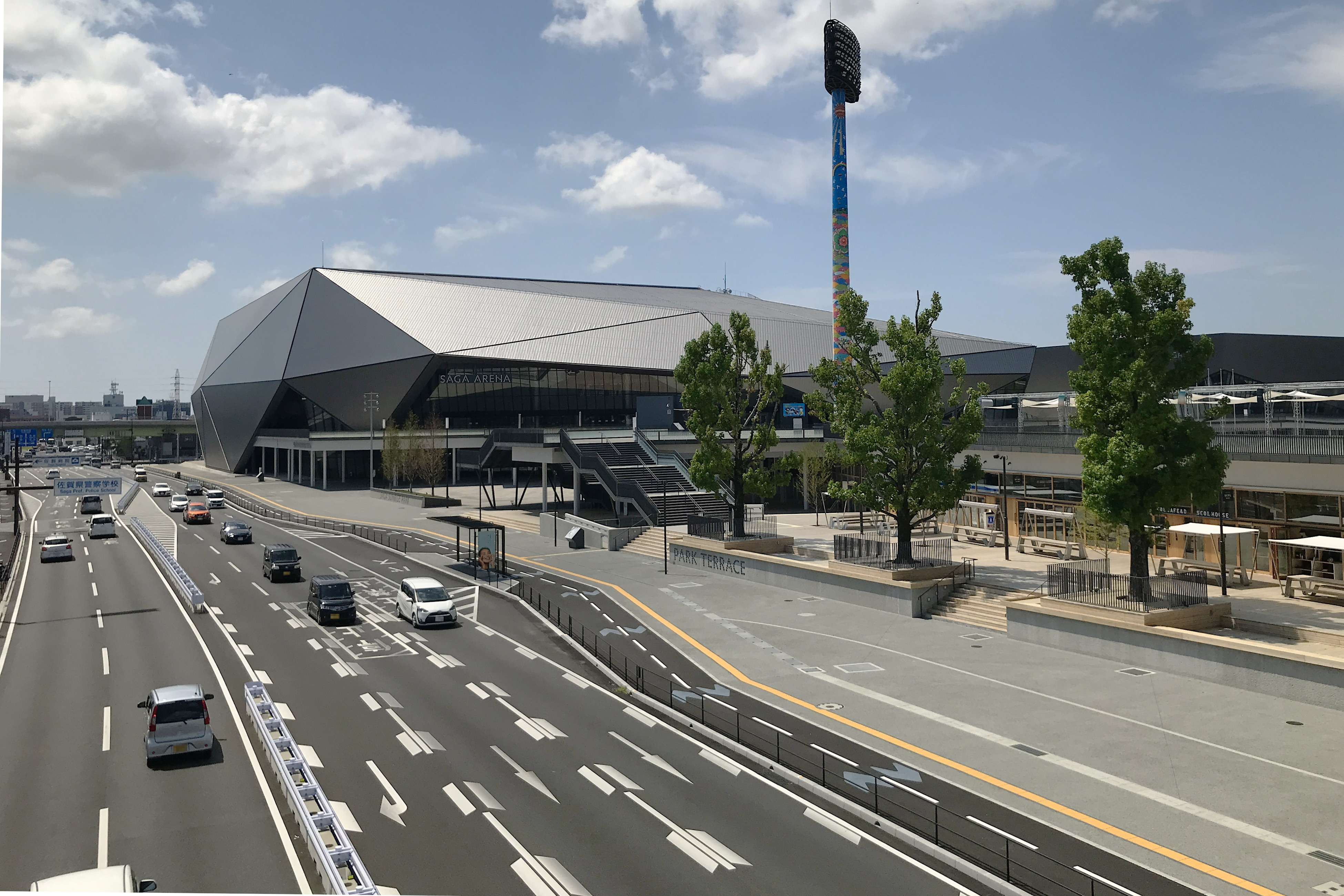
アリーナとペデストリアンデッキ、国道263号

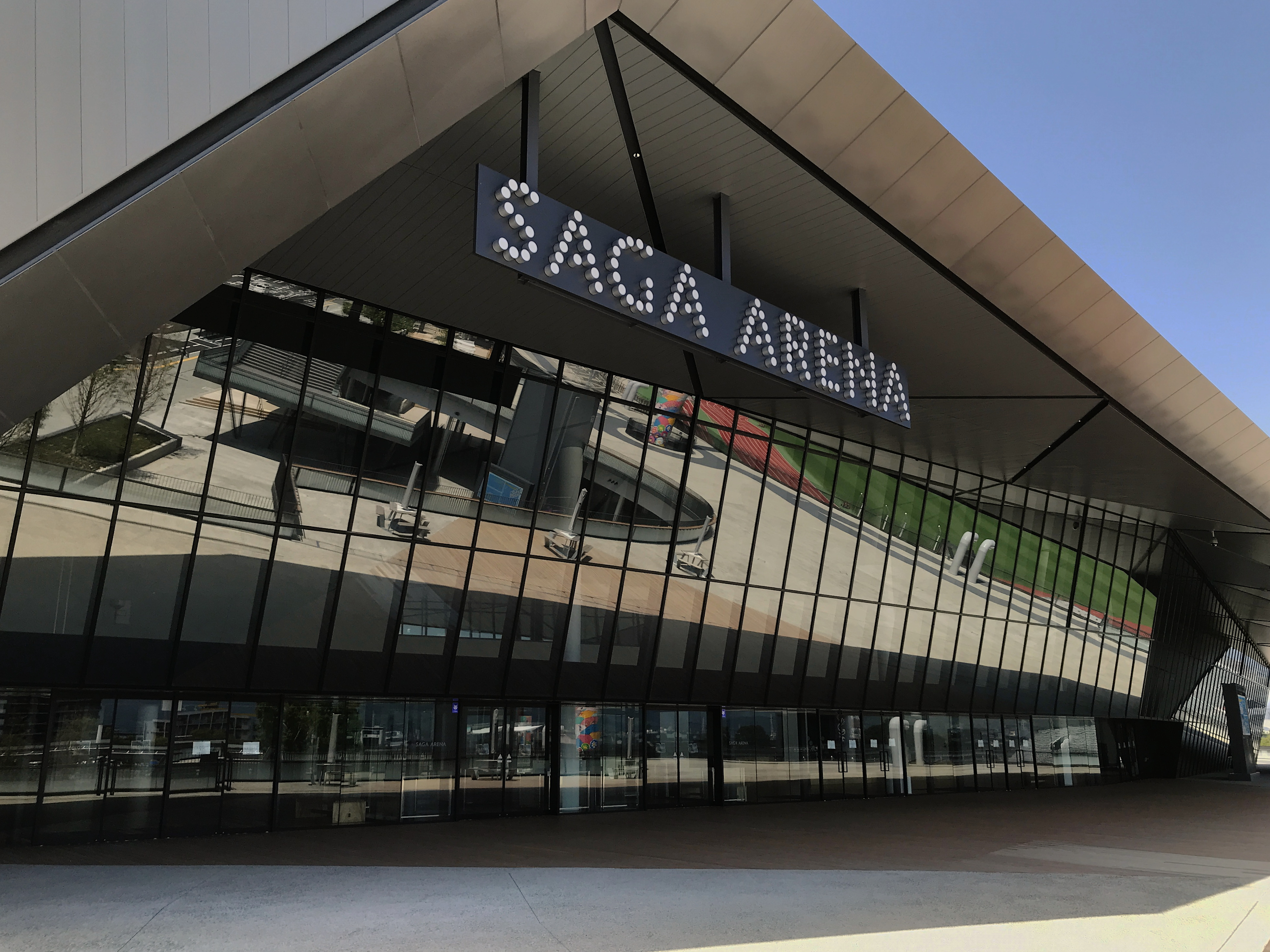
入口

SAGAアリーナ（さがアリーナ）は、佐賀県佐賀市のSAGAサンライズパークにある多目的アリーナ。2023年5月13日開業。

## 概要
「九州最大級」と称される最大収容人員8400人（うち固定席6300人）の多目的アリーナである。
県内を拠点とするスポーツチームが本拠地として使用するほか、各種イベントにも利用されている。SAGAサンライズパーク全体の指定管理者であるSAGAサンシャインフォレストが当施設の管理も受託する。
オープンを前に、2021年5月にスポーツ庁から令和2年度の「多様な世代が集う交流拠点としてのスタジアム・アリーナ」の1つに選定されている。

## 建設の経緯
佐賀市には日の出の佐賀県総合運動場に隣接して佐賀県最大の体育館である佐賀県総合体育館があるが、築30年を経て老朽化していることに加え、収容人員が2000人に満たず、屋内競技のプロスポーツの試合を開催するための条件（メインアリーナのサイズ、観客席数、練習会場、諸室等）が整っていないという問題点を抱えており、佐賀県総合運動場・佐賀県総合体育館・市村記念体育館の整備のあり方を決める会議で新たなアリーナの建設が提案されていた。
こうした問題点の解消、ならびに佐賀県で開催される次期国体（2024年に「第78回国民スポーツ大会」として開催が決定）・全国障害者スポーツ大会に向けて、2016年（平成28年）よりこれらの施設の抜本的整備の検討に着手。2017年3月に策定された「佐賀県総合運動場等整備基本計画」において、佐賀県総合運動場内南側の駐車場・エアーライフル射撃場のスペース（陸上競技場南）に、佐賀県総合体育館に替わる新たな体育館（アリーナ）の設置が決定され、それに基づいて建設された。
2017年3月に策定された基本計画ではプロスポーツの試合やコンサートを用途として想定し、B.LEAGUE B1のホームアリーナ基準の5000席を超える6000席以上（固定席4000席以上）、バスケットボールコート3面相当の規模を想定していたが、2018年3月30日に開催された検討委員会において、アリーナの観客席数を8,000席規模に拡大することを決定。同時に、総合運動場等の整備エリア全体を「SAGAサンライズパーク」（仮称）と命名した。8月23日の同会議で同場の事業計画の素案が完成イメージ図とともに報告され、アリーナ新設に150億、陸上競技場など既存施設の改修や周辺整備に220億円がかかる見込みが示された。
2018年11月1日、県は「SAGAサンライズパーク（仮称）施設計画」を決定し、アリーナの愛称を「SAGAアリーナ」（仮称）とすることとした。当時、財源確保のために国の補助制度活用やネーミングライツを検討すると報じられていた。しかしその後はネーミングライツ化の動きはなく、2023年時点では「SAGAアリーナ」が正式名称として使用されている。
総工費は2018年11月に決定した基本計画では約150億円を想定していたが実際には47億円も多い197億円であることがわかった。その後、アリーナ新築工事入札の不落を受け、県はアリーナ建設費の60億円を含めて65億円を増額する予算案を11月定例県議会に提案することになった。しかし、増額案に対して佐賀県議会が反発、佐賀県知事の山口祥義は佐賀県議会一般質問で謝罪した上で不落の理由を鉄骨工事の高騰で増額の7割を占めていると明かした。整備費の財源に関し、スポーツ振興くじの助成金や交付税措置のある県債を活用して将来的な公債負担の軽減を図る考えを示した。増額分の65億円については「一番厳しい状況を想定して（交付税措置のない）県債を75%発行し、残り25%は財源調整用基金を取り崩す想定で試算している」と答弁した。
しかし、予算案の採決が見送られ、その後、付帯決議を容認し、予算委員会で佐賀県議会初の付帯決議と共に増額案が可決された。
2020年2月6日、アリーナ新築工事の再入札が行われ戸田建設・松尾建設・中野建設・上滝建設の共同企業体が195億円で入札し、同年6月5日、3ヶ月遅れで着工した。
2022年になって、障害物の撤去や新型コロナウイルス対策のため建設費用がさらに7億円増え、10月初旬の予定だった完成が12月下旬に遅れることとなる。
2022年10月13日に知事定例会見で、開業日が2023年5月13日になることを発表。2023年1月4日の年頭訓示では、アリーナで最初に開かれる音楽ライブがB'zに決まったことに触れた。続けて松任谷由実のツアーも7月29日・30日公演が決定。
建設工事は2022年12月に完了し、2023年1月26日に施工業者から県に引き渡された。以後は機械・電気工事を2月中に終えて3月に備品設置を完了させた。5月6日にこけら落としとして佐賀バルーナーズのプレーオフが開催され、5月13日にグランドオープンの記念式典・イベントが開かれて供用が開始された。
2023年1月時点で、週末の利用予約は2024年末までほぼ埋まり、順調であると報じられている。
前記のB'zのライブは全国ツアーの初回として2023年6月18日・19日に開催された。佐賀県は同月29日に、このライブによる経済波及効果が3.9億円であったとする試算を発表するとともに、県内初のMICE施設であるアリーナに対して周辺民間事業者の対応がまだ十分慣れていないという見解も示した。
5日間かけて厚さ8センチの高品質の氷を張ってアイスリンクとしても使える設計にしており、開業直後からプリンスアイスワールドやディズニー・オン・アイスなどアイスショーイベントも行われている。2024年1月12日・14日には、羽生結弦の単独公演『RE_PRAY』の西日本初の開催会場となった。

## 施設概要
メインアリーナ
- アリーナ面積: 3036㎡ (64m×46m) (原則センターコートでの利用を想定)
- 必要に応じてバスケットボール･バレーボール最大2面収容可能
- 座席数: 最大8,400席 (固定席:6,300席、可動席:2,100席）
- コンサートでは8,000席収容
- アイスリンクショー仕様は5,500席収容
- 車イス席100席、BOX席20席、ファミリー席60席、その他VIP席なども完備
- 天井高さ: 20m以上
- その他: ポータブルフロア仕様、LEDリボンビジョン、壁面大型ビジョン

サブアリーナ
- アリーナ面積: 1800㎡ (45m×40m)
- バスケットボール･バレーボール最大2面収容可能
- 座席数: 450席
- 天井高さ: 15m以上
- その他: フローリング仕様

## 使用スポーツチーム
オープン時点では、佐賀県で活動するV・プレミアリーグ女子の久光スプリングスとB.LEAGUEの佐賀バルーナーズが本拠地とした。
このうち佐賀バルーナーズは、グランドオープン前の2023年5月6日に開催されたB2リーグプレーオフ（対福島ファイヤーボンズ）で初の主催試合を実施し（佐賀が勝利）、これはアリーナで実施された最初のスポーツ試合ともなった。
久光スプリングスはSVリーグへの移行に伴い、2024 - 2025年シーズンからはSAGA久光スプリングスに改称した。
2025年4月29日には新日本プロレスが「レスリング肥前の国」と銘打った興行を開催した。

## 周辺の施設
- SAGAサンライズパーク
  - SAGAサンライズパーク陸上競技場
  - SAGAサンライズパーク体育館
- 佐賀市文化会館
- 佐賀県警察学校
- 国立病院機構佐賀病院